# كاتالينا دوكي أبريو
كاتالينا دوكي أبريو (ولدت في 20 سبتمبر 1999) هي عارضة أزياء كولومبية وحاملة لقب مسابقة ملكة جمال كولومبية توجت بلقب سينوريتا كولومبيا 2024. ستمثل كولومبيا في مسابقة ملكة جمال الدولية 2025 في طوكيو، اليابان.

## نشأتها
وُلدت كاتالينا دوكي في ميامي، فلوريدا، في 20 سبتمبر/أيلول 1999، لأبوين كولومبيين من ميديلين، أنتيوكيا. والدها هو الدكتور كارلوس سيمون دوكي فيشر، ووالدتها هي كلارا أبرو فيليز. التحقت بالمدرسة الثانوية في مدرسة كولومبوس في إنفيغادو، أنتيوكيا، ثم درست التواصل الاجتماعي في جامعة EAFIT. بالإضافة إلى لغتها الأم، تجيد اللغتين الإنجليزية والبرتغالية.